# Шлесвиг (Ајова)
Шлесвиг (енгл. Schleswig) град је у америчкој савезној држави Ајова. По попису становништва из 2010. у њему је живело 882 становника.

## Демографија
Према попису становништва из 2010. у граду је живело 882 становника, што је 49 (5,9%) становника више него 2000. године.
| Група             | 2000.       | 2010.       |
| Белци             | 822 (98,7%) | 804 (91,2%) |
| Афроамериканци    | 0 (0,0%)    | 5 (0,6%)    |
| Азијати           | 1 (0,1%)    | 1 (0,1%)    |
| Хиспаноамериканци | 9 (1,1%)    | 61 (6,9%)   |
| Укупно            | 833         | 882         |